# Gustavo Zagrebelsky

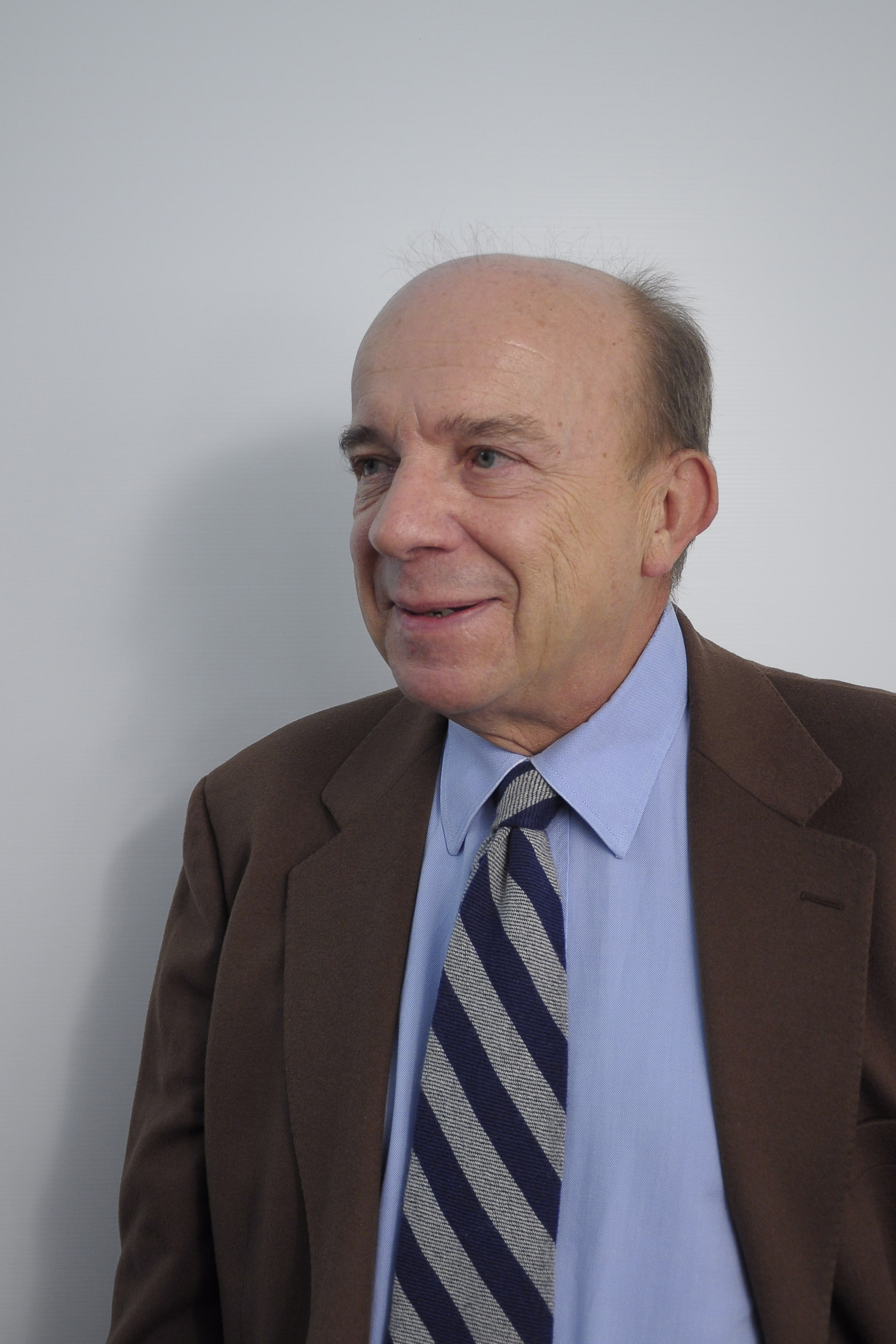
Gustavo Zagrebelsky (2011)

Gustavo Zagrebelsky (* 1. Juni 1943 in San Germano Chisone) ist ein italienischer Jurist, emeritierter Hochschullehrer sowie ehemaliger Präsident des italienischen Verfassungsgerichtes.

## Leben
Zagrebelsky hat an der Universität Turin Verfassungsrecht und Allgemeine Theorie des öffentlichen Rechtes gelehrt. Am 13. September 1995 wurde er Richter des Verfassungsgerichts und war vom 28. Januar bis zum 13. September 2004 dessen Präsident. Er ist Mitglied der Akademie der Wissenschaften von Turin sowie der Accademia Nazionale dei Lincei. In der Akademie der Wissenschaften von Chile ist er korrespondierendes Mitglied.
Zudem betätigt er sich journalistisch, früher bei La Stampa, mittlerweile (Stand 2011) bei La Repubblica. Er hatte die Präsidentschaft sowohl der Vereinigung Libertà e Giustizia als auch der 2009 gegründeten Biennale Democrazia inne.
Zagrebelsky sprach sich beim Verfassungsreferendum in Italien 2016 gegen die geplanten Reformen aus.
Vladimiro Zagrebelsky (* 1940), ehemaliger Richter am Europäischen Gerichtshof für Menschenrechte, ist sein Bruder.

## Schriften (Auswahl)
- Il diritto mite, Turin 1992, Einaudi. ISBN 978-88-06-13081-7
- (mit Carlo Maria Martini) La domanda della giustizia, Turin 2003, Einaudi. ISBN 978-88-06-16627-4
- Principî e voti, Turin 2005, Einaudi. ISBN 978-88-06-17827-7
- Il „Crucifige!“ e la democrazia, Turin 2007, Einaudi. ISBN 978-88-06-19100-9
- Imparare democrazia, Turin 2007, Einaudi. ISBN 978-88-06-18644-9
- Intorno alla lege, Turin 2009, Einaudi. ISBN 978-88-06-19340-9
- Sulla lingua del tempo presente, Turin 2010, Einaudi. ISBN 978-88-06-20774-8
- Guida, Turin 2011, Einaudi. ISBN 978-88-06-20666-6
- Postfazione, in: Luigi Manconi, Stefano Anastasia, Valentina Calderone, Federica Resta (Hrsg.): Abolire il carcere. Mailand 2015, Chiarelettere, 106–120. ISBN 978-88-6190-683-9